# Pomata (distrito)
Pomata é um distrito do Peru, departamento de Puno, localizada na província de Chucuito.

## Transporte
O distrito de Pomata é servido pela seguinte rodovia:
- PE-3S, que liga o distrito de La Oroya à Ponte Desaguadero (Fronteira Bolívia-Peru) - e a rodovia boliviana Ruta 1 - no distrito de Desaguadero (Região de Puno)
- PU-130, que liga a cidade ao distrito de Zepita [1][2][3]